# دهستان عثمانوند
دهستان عثمان‌وند نام دهستانی در بخش فیروزآباد شهرستان کرمانشاه استان کرمانشاه در ایران است. بر اساس سرشماری مرکز آمار ایران در سال ۱۳۹۵، جمعیت آن ۴۴۰۵ نفر (۱۱۰۶ خانوار) بوده است.

## مردم
مردم این منطقه از طایفه عثمانوند یا هوزمانن هستند که یکی از ایلات لک زبان است.